# Bauhinia leiopetala
Bauhinia leiopetala är en ärtväxtart som beskrevs av George Bentham. Bauhinia leiopetala ingår i släktet Bauhinia och familjen ärtväxter. Inga underarter finns listade i Catalogue of Life.